# Orthopsyche amiena
Orthopsyche amiena là một loài Trichoptera trong họ Hydropsychidae. Chúng phân bố ở miền Australasia.